# Коперњица
Коперњица (слч. Kopernica) насељено је мјесто са административним статусом сеоске општине (слч. obec) у округу Жјар на Хрону, у Банскобистричком крају, Словачка Република.

## Становништво
| Година:    | 1994. | 2004.   | 2014.   | 2024.    |
| ---------- | ----- | ------- | ------- | -------- |
| Број људи: | 411   | 428     | 433     | 384      |
| Разлика:   |       | +4,13 % | +1,16 % | -11,31 % |

| Година:    | 2023. | 2024.   |
| ---------- | ----- | ------- |
| Број људи: | 389   | 384     |
| Разлика:   |       | -1,28 % |

Према подацима о броју становника из 2011. године насеље је имало 423 становника.